# Hamatothrix silvai
Hamatothrix silvai är en biart som beskrevs av Urban 1989. Hamatothrix silvai ingår i släktet Hamatothrix och familjen långtungebin. Inga underarter finns listade i Catalogue of Life.